# المحقق كونان: وقت زيرو لشرب الشاي
المحقق كونان: وقت زيرو لشرب الشاي مانغا يابانية من تأليف ورسم تاكاهيرو اراي. وهي قصة جانبية من مانغا المحقق كونان لغوشو أوياما. وتحت أشراف أوياما على المشروع، وتركز على شخصية تورو امورو. صدر الجزء الاول على شونن سندي الأسبوعية للناشر شوغاكوكان للفترة 2018-2022. وأقتبس إلى مسلسل أنمي من ستة حلقات من استديو طوكيو موفي شينشا عام 2022.